# خوسيه فانتولرا
خوسيه رايموندو فانتولرا رانجيل (من مواليد 30 مارس 1943) لاعب كرة قدم مكسيكي سابق ، لعب لمنتخب المكسيك كمدافع .

## المسيرة الكروية
لعب فانتولرا لنادي ديبورتيفو تولوكا 
كان من تشكيلة المكسيك لكأس العالم 1970 حيث لعب في أربع مباريات.  وهو نجل لاعب كرة القدم الإسباني مارتي فانتولرا .  

## روابط خارجية
- سجل FIFA
- José Vantolrá
- خوسيه فانتولرا  على سكروي